# Gökçeöz, Nallıhan
Gökçeöz là một xã thuộc huyện Nallıhan, tỉnh Ankara, Thổ Nhĩ Kỳ. Dân số thời điểm năm 2011 là 159 người.